# Chica Chica Boom Chic
Chica Chica Boom Chic é uma canção de estilo fox ou samba-rumba, composta por Harry Warren e Mack Gordon, e gravada pela cantora e atriz Carmen Miranda, acompanhada pelo Bando da Lua. A música foi apresentada como número de abertura no filme Uma Noite no Rio, de 1941, onde Carmen canta a letra em português, enquanto Don Ameche, seu parceiro de cena, interpreta a versão em inglês. Entre as duas partes vocais, a canção inclui uma dança que combina elementos do samba com as tradicionais coreografias de Hollywood.
Ao longo dos anos, "Chica Chica Boom Chic" foi regravada por diversos artistas, incluindo Xavier Cugat, Maria Alcina, Alice Faye, Astrud Gilberto, Susannah McCorkle, Ivete Sangalo, Bebel Gilberto, Carlinhos Brown, Rosana, Paula Lima e Yvette Tucker.

## Na cultura popular
Além disso, a canção fez parte da trilha sonora da telenovela Viver a Vida, em 2009, e foi incluída na trilha sonora do filme Caça aos Gângsteres. Mais recentemente, em 2017, a música também foi apresentada no filme A Forma da Água, de Guillermo del Toro.